# Lista de campeões de futebol do interior de Pernambuco
Esta é uma lista de clubes campeões do interior, do futebol de Pernambuco que contempla os títulos honorários de "Campeão do Interior", pela Federação Pernambucana de Futebol, porem não é um título de caráter oficial. O futebol do interior pernambucano ao logo dos anos, já despontou a âmbito estadual e nacional. Caso do Salgueiro Atlético Clube, um dos mais tradicionais clubes do interior de Pernambuco que já disputou uma das três divisões do Campeonato Brasileiro e a Copa do Brasil. Atualmente, é considerado o Primeiro clube do interior Campeão Estadual, façanha que aconteceu na edição de 2020. O título é atribuído a melhor equipe do interior na classificação geral do Campeonato Pernambucano, exceto as equipes da Região Metropolitana do Recife. Algo semelhante que ocorre no Campeonato Paulista Amador Interior de Futebol.
Em 2010 e 2011, foi disputado uma competição paralela ao estadual para decidir o campeão do interior. Onde as equipes do interior com a melhor colocação no estadual e que não tinham avançado para a fase do título ou tinham sido rebaixadas, duelavam pelo título do interior.

## História
O futebol do interior de Pernambuco, sempre foi um dos mais tradicionais do estado. Os clubes dessa região, por vezes conseguiam ir longe na principal competição do estado, tendo que rivalizar com equipes bem estruturadas e com elencos repleto de jogadores com experiência nacional e internacional. A participação destas equipes no estadual começa em 1937, quando o Central Sport Club se tornou a primeira equipe do interior, a disputar o estadual. A equipe naquele mesmo ano, iria estar entre as cinco melhores equipes do estadual. Apesar da equipe ter conquistado esse bom resultado em seu primeiro campeonato estadual, ela só viria a jogar apenas na edição de 1961.
Apesar do Central ter disputado a segunda divisão em 1999, até 2021 era o único clube do interior que não foi rebaixado, pois mesmo os clubes sendo rebaixados em 1997, se caso o clube demonstrasse condição de jogar a primeira divisão, poderiam jogar o estadual. Com o tempo, outras equipes do interior começaram a participar do estadual e se destacar na competição. Central, Porto-PE e Salgueiro, foram as primeiras equipes do interior a chegarem longe no estadual, tendo a oportunidade de decidirem o título estadual com os grandes da capital e sendo vice-campeões.
Em 2020, o futebol do interior foi recompensado com o seu primeiro clube Campeão Pernambucano daquele mesmo ano, o Salgueiro Atlético Clube. Desbancando o trio de aço da capital Recife, que perdurava desde 1945. Pela primeira vez na história do futebol pernambucano um time do interior se sagrava campeão. Isto ajuda a dimensionar a dificuldade que é concorrer contra os três grandes da capital, Sport,Náutico e Santa Cruz, que venceram nos últimos 75 anos de disputa. Além de entrar para a história, o Carcará do Sertão como é conhecido, também ajudou em outro marco histórico. Pela primeira vez, um treinador europeu foi campeão pernambucano. Até então, nove treinadores estrangeiros já tinham sido campeões pernambucanos. No entanto, dentre os nomes, apenas sul-americanos foram campeões e nenhum europeu. O primeiro desta lista, foi o português Daniel Neri, que comandou o Salgueiro até 2021 e na conquista de 2020.

## Títulos

#### Por clube
| Clube                                  | Campeão | Anos do Títulos | Vice | Anos dos Vices                           |
| -------------------------------------- | ------- | --- | ---- | ---------------------------------------- |
| Central (Caruaru)                      | 34      | 1937, 1961, 1962, 1963, 1964, 1965, 1966, 1967, 1968, 1969, 1970, 1971. 1973, 1974, 1975, 1976, 1977, 1979, 1980, 1981, 1982, 1983, 1984, 1985, 1988, 1989, 1990, 1993, 2001, 2002, 2007, 2008, 2018 e 2024 | 7    | 1978, 1991, 1996, 2000, 2003, 2014, 2016 |
| Salgueiro (Salgueiro)                  | 10      | 2009, 2010, 2012, 2014, 2015, 2016, 2017, 2020, 2021 e 2022 | 4    | 2008, 2011, 2018 e 2019                  |
| Porto-PE (Caruaru)                     | 5       | 1994, 1995, 1997, 1998 e 2000 | 4    | 1999, 2006, 2007 e 2009                  |
| Vitória (Vitória de Santo Antão)       | 4       | 1991, 1992, 1996 e 1999 | 0    |                                          |
| Ypiranga-PE (Santa Cruz do Capibaribe) | 3       | 1994, 2006, e 2013 | 2    | 1995 e 2010                              |
| Afogados (Salgueiro)                   | 2       | 2019 e 2020 | 1    | 2021                                     |
| Araripina (Araripina)                  | 1       | 2011 | 0    |                                          |
| Serrano-PE (Serra Talhada)             | 1       | 2005 | 0    |                                          |
| Garanhuense (Garanhuns)                | 1       | 2003 | 0    |                                          |
| Itacuruba (Araripina)                  | 1       | 2004 | 0    |                                          |
| Petrolina (Petrolina)                  | 1       | 2023 | 0    |                                          |

|  |                                             |
|  | Clubes que estão na Série A1                |
|  | Clubes que estão na Série A2                |
|  | Clubes que estão licenciados ou desativados |